# Быков, Леонид Николаевич (учёный)
Леонид Николаевич Быков (27 апреля 1895, Люботин, Харьковская губерния — 19 октября 1979, Тула) — советский учёный, горный инженер, доктор технических наук, профессор, педагог.

## Биография
Родился в 1895 году в г. Люботин Харьковской губернии в семье машиниста паровоза.
С 1904 год по 1912 год учился в Харьковском реальном училище.
В 1912 году поступил в Екатеринославский горный институт, который окончил в 1919 году, получив квалификацию горного инженера.
Одновременно с учёбой служил в разных учреждениях: в конторе по шлюзам р. Днепр (1914), в губернской Земской управе в должности корректора (1915—1916), в Управлении председателя особого совещания по обороне государства (1917—1918), затем вновь в Управлении по шлюзованию р. Днепр (1919—1920).
В ноябре 1919 года в связи с наступлением Красной Армии это Управление было военизировано и переведено в г. Анапу вместе с основной частью сотрудников. После расформирования Управления, работал в Анапском Коммунхозе, затем в Новороссийском Райлесе.
В 1922 году Л Н. Быков переехал в г. Харьков, где поступил на работу в трест Югосталь.
В 1923 год переехал в Донбасс, где работал на шахте «Новочайкино» в должностях заведующего вентиляцией, старшего штейгера и помощника заведующего шахтой, затем — заведующего шахтой «С.-Наклонная».
С 1926 по 1937 год трудился в Государственном Макеевском научно-исследовательском институте старшим научным сотрудником, заведующим станцией и заместителем директора института.
1 декабря 1937 года перешёл на работу в Свердловский горный институт (ныне — Уральский государственный горный университет).
В 1936 году защитил диссертацию на соискание учёной степени доктора технических наук, по теме «Теория и основные принципы эксплуатации пластов, склонных к внезапным выделениям газа». Оппонентами были Академики А. А. Скочинский и Н. Н. Семенов.
В 1937 году возглавил кафедру вентиляции Свердловского горного института, где организовал:
- создание и оснащение лабораторий рудничной вентиляции, горноспасательного дела и противопожарного оборудования;
- разработку лабораторных практикумов;
- построение аэродинамической модели шахтной вентиляционной сети, которая до сих пор используется для проведения научных исследований и лабораторных работ в рамках преподавания дисциплины «Аэрология горных предприятий».

Под руководством проф. Л. Н. Быкова на кафедре были выполнены первые научные исследования по изучению эндогенных пожаров на медно-колчеданных рудниках Урала и выбросоопасности угольных пластов Егоршинского месторождения (Артёмовский городской округ Свердловской области).
В 1939 году решением Президиума Академии наук СССР в структуре Уральского филиала Академии наук СССР был создан Горно-геологический институт. Его возглавил Академик Л. Д. Шевяков. Л. Н. Быков был назначен заведующим горным сектором. Под его руководством проводились исследования по совершенствованию систем разработки месторождений полезных ископаемых, борьбе с пожарами на медноколчеданных рудниках и опасными проявлениями горного давления.
В 1941 году с началом Великой Отечественной войны в г. Свердловске были эвакуированы многие академические институты, в том числе и Президиум Академии наук СССР. В этом же году по инициативе президента Академии наук СССР В. Л. Комарова была создана Комиссия по мобилизации ресурсов Урала на нужды обороны страны.
В составе руководителей и сотрудников Горно-геологического института Уральского филиала АН СССР Л. Н. Быков принял в работе комиссии самое деятельное участие. Совместно с другими учёными-горняками (в том числе Л. Д. Шевяковым, А. А. Скочинским, К. М. Чарквиани, М. И. Агошков, И. Н. Сидоров и др.) им проведена большая работа по изысканию резервов роста добычи важнейших полезных ископаемых в различных районах Урала, Алтая, Горной Шории и Казахстана.
Да 1956 года работал в Уральском филиале Академии наук СССР, оставаясь по совместительству заведующим кафедрой Свердловского горного института.
В 1956 году прошел по конкурсу в Тульский горный институт, где был избран на должность заведующего кафедрой разработки полезных ископаемых. Здесь, при деятельном участии Л. Н. Быкова, в сентябре 1957 года была организована кафедра рудничной вентиляции и техники безопасности, которую он возглавлял до 1970 года.
В 1959 году по инициативе и под научным руководством Л. Н. Быкова на кафедре была организована подготовка аспирантов по специальности «Подземная разработка угольных, рудных и нерудных полезных ископаемых» и в 1966 году — по специальности «Техника безопасности и противопожарная техника».
В течение многих лет Л. Н. Быков являлся председателем Научно-технического горного общества и общества «Знание».
Скончался 19 октября 1979 года в г. Туле.

## Научный вклад
Внёс вклад в исследования:
- газоностности угольных пластов;
- природы внезапных выбросов угля и газа в шахтах;
- взрывчатых свойств угольной пыли;
- причин возникновения эндогенных пожаров в угольных и медноколчеданных шахтах;
- проблем совершенствования проветривания шахт.

Автор более 140 научных публикаций, в том числе монографий:
- «Изогазы и теория происхождения внезапных появлений метана» (1932);
- «Теория и основные принципы эксплуатация пластов, склонных к внезапному выделению газа» (1936);
- «Рудничные пожары» (1953);
- «Эндогенные пожары и эксплуатация медноколчеданных месторождений».

Под руководством Л. Н. Быкова подготовлены 4 доктора и около 30 кандидатов технических наук.

## Награды
Награждён орденом Ленина, медалями «За доблестный труд в Великой Отечественной войне 1941—1945 гг.», «За доблестный труд. В ознаменование 100-летия со дня рождения В. И. Ленина», «Ветеран труда», а также нагрудными знаками «За отличные успехи в области высшего образования СССР».
Кавалер отраслевой награды «Шахтерская слава» I и II степени.

## Память
Решением Тульской городской думы от 28.05.2014 на здании 6-го учебного корпуса Тульского горного института в память о Л. Н. Быкове установлена мемориальная доска.